# Ragnar Lundberg (idrottsman)
Torsten Ragnar "Ragge" Lundberg, född 22 september 1924 i Madesjö församling, Kalmar län, död 10 juli 2011 i Nybro-S:t Sigfrids församling, Kalmar län, var en svensk friidrottare (stavhopp och häcklöpning).
Lundberg tävlade för IFK Södertälje.

## Främsta meriter
Europamästare i stavhopp 1950. Bronsmedaljör vid OS 1952. Silvermedaljör vid EM 1954. Han hade europarekordet i stavhopp åren 1948-1955 och var svensk rekordhållare 1947-1962. Lundbergs bästa resultat 4,46 m. Han blev även silvermedaljör på 110 meter häck vid EM 1950. Han erövrade 15 svenska mästerskap varav 11 i stavhopp och 4 i 110 m häck. Han utsågs 1949 till Stor Grabb nummer 141 i friidrott.

## Idrottskarriär
Den 6 augusti 1947 slog Ragnar Lundberg i Stockholm Allan Lindbergs svenska rekord i stavhopp från 1946 (4,20) genom att hoppa 4,21.
Påföljande år (1948) förbättrade Lundberg det svenska rekordet fem gånger. Den 11 juni hoppade han 4,22 i Karlskoga; den 28 augusti 4,26 i Uppsala; den 2 september 4,30 i Stockholm; den 12 september 4,32 i Helsingfors och, till slut, den 26 september 4,36 i Södertälje. De två sista resultaten innebar även europarekord i det han slog norrmannen Erling Kaas' 4,31 från tidigare detta år.
År 1948 vann Ragnar Lundberg även sitt första svenska SM-tecken i stavhopp (på 4,20). Det skulle följas av ytterligare tio de närmaste tio åren. Resultat på denna segerserie var 4,27, 4,30, 4,20, 4,20, 4,20, 4,20, 4,25, 4,35, 4,30 samt 4,30. Detta år deltog han även vid OS i London där han kom femma på 4,10.
1949 vann Lundberg även SM i 100 m häck (på 15,0). Detta skulle han upprepa både 1950 (14,7) och 1951 (14,8).
Den 9 juni 1950 i Nyköping förbättrade han sitt europarekord ytterligare, till 4,38. Rekordet fick ytterligare ett lyft den 10 augusti då han hoppade 4,40. 1950 deltog han även vid EM i Bryssel och tog där silvermedaljen i 110 m häck (14,7) och vann guldet i stav (4,30).
"Ragge" förbättrade den 1 augusti 1952 i Gävle europarekordet en sista gång, med ett hopp på 4,44. Europarekordet fick han behålla till 1955 då finländaren Eeles Landström hoppade 4,47. Lundberg var även med vid OS där han vann bronsmedalj på 4,40.
1953 vann han SM-guld i 110 m häck en fjärde gång (på 14,7).
1954 deltog han vid EM i Bern och tog silvermedaljen i stav (4,40).
Den 2 oktober 1955 förbättrade han i Bukarest sitt svenska rekord i stavhopp till 4,45.
Sitt sista svenska rekord satte Lundberg i Nordingrå den 23 juni 1956, genom att hoppa 4,46. Detta rekord skulle stå sig till 1962 då Svante Rinaldo lyckades överträffa det (med nya material i stavarna). 1956 deltog han vid OS och kom då femma i stav, på 4,25.